# Sainte-Lizaigne
Sainte-Lizaigne is een gemeente in het Franse departement Indre (regio Centre-Val de Loire) en telt 1160 inwoners (1999). De plaats maakt deel uit van het arrondissement Issoudun.

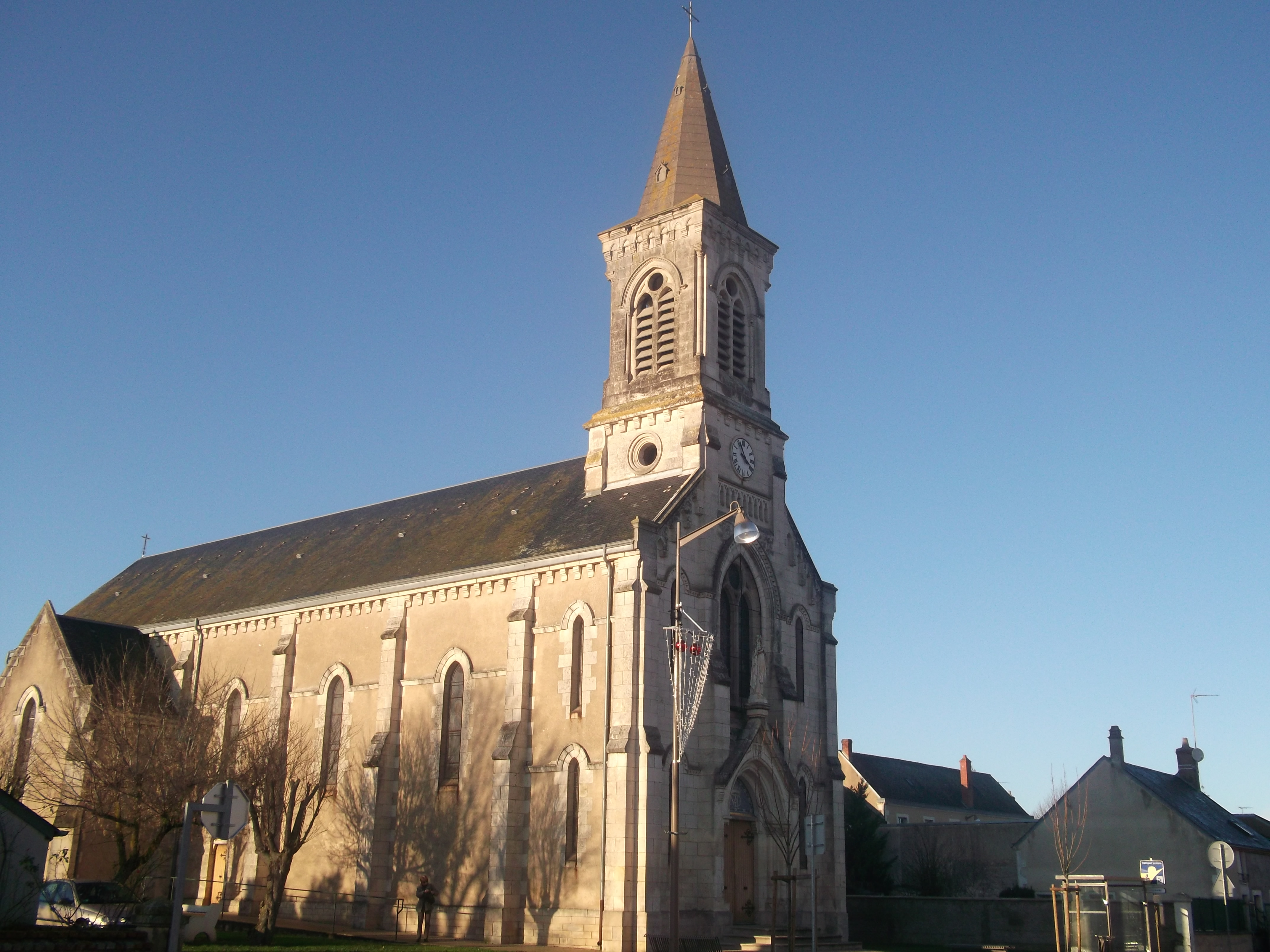
Kerk in Sainte-Lizaigne
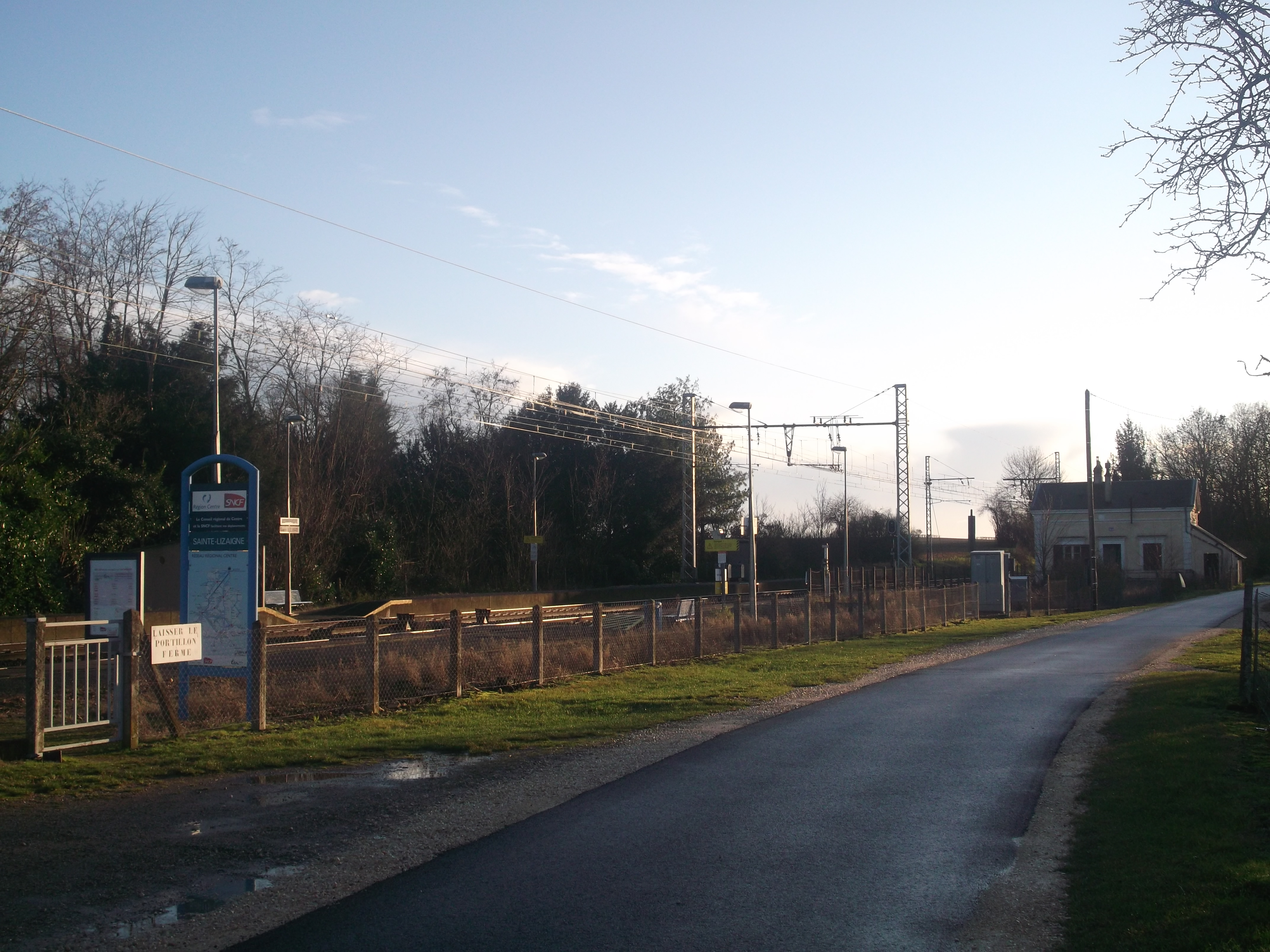
Station van Sainte-Lizaigne
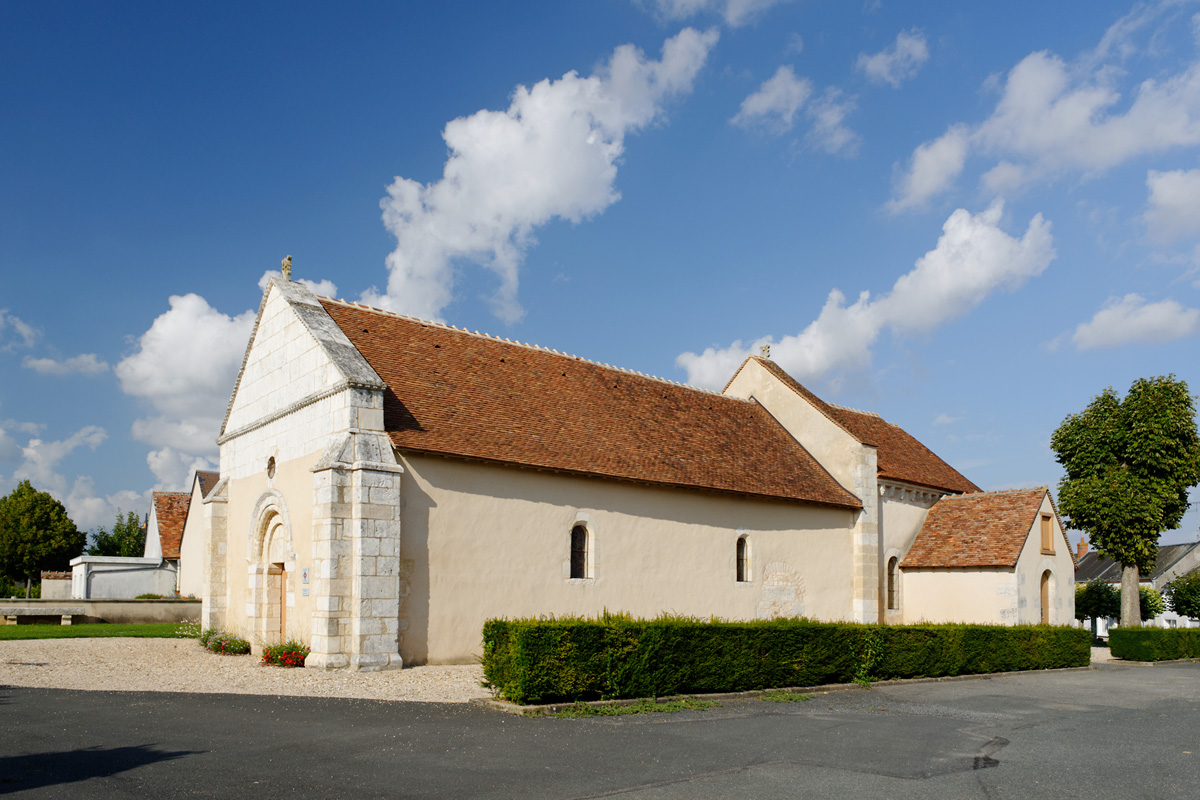
Kerk van Sainte-Lizaigne in Sainte-Lizaigne

## Geografie
De oppervlakte van Sainte-Lizaigne bedraagt 26,4 km², de bevolkingsdichtheid is 43,9 inwoners per km².

## Verkeer en vervoer
In de gemeente ligt spoorwegstation Sainte-Lizaigne.
De onderstaande kaart toont de ligging van Sainte-Lizaigne met de belangrijkste infrastructuur en aangrenzende gemeenten.

## Demografie
Onderstaande figuur toont het verloop van het inwonertal (bron: INSEE-tellingen).